# Tim Francis
Harold Huyton (Tim) Francis (1928 – 4 de janeiro de 2016) foi um diplomata neozelandês.